# Amazonides elaeopis
Amazonides elaeopis là một loài bướm đêm trong họ Noctuidae.